# 学校そば屋テレビ局
『学校そば屋テレビ局』（がっこうそばやテレビきょく）は、1974年（昭和49年）10月6日から1975年（昭和50年）3月30日までTBS系列25局で放送されていたTBS製作のコント番組である。全25回。放送時間は毎週日曜 19:00 - 19:30 （日本標準時）。

## 概要
『8時だョ!全員集合』のスタッフが手掛けたコント番組で、男性アイドルグループのずうとるびが出演していた。番組は、蒲田日本電子工学院ホールで公開収録を行っていた。
コントは女子高校とテレビ局との間に挟まれた蕎麦屋を舞台とする内容で、店に住み込みで働いているという設定のずうとるびが毎回共演者たちとドタバタギャグを繰り広げていた。コントの合間には、笑福亭鶴光による小話（駄洒落）のコーナーを設けていた。

## 出演者
- 山田隆夫（当時ずうとるび） - 『進め!フィンガー5』から引き続き出演。
- 新井康弘（ずうとるび）
- 江藤博利（ずうとるび） - 『進め!フィンガー5』から引き続き出演。
- 今村良樹（ずうとるび）
- 由利徹 - 蕎麦屋の主人役。
- 近藤久美子（後の相本久美子） - 蕎麦屋の娘役。
- エバ - 女学生役。
- 笑福亭鶴光 - テレビ局のディレクター役。
- 東京ぼん太
- 谷啓
- たこ八郎
- 鶴間エリ
- ほか

## スタッフ
- プロデューサー：居作昌果

## ネット局
※放送局と系列は、放送当時のもの。
| 放送対象地域                          | 放送局             | 系列                                 | 備考 |
| ------------------------------------- | ------------------ | ------------------------------------ | --- |
| 関東広域圏                            | 東京放送 (TBS)     | TBS系列                              | 製作局 現・TBSテレビ |
| 北海道                                | 北海道放送 (HBC)   | TBS系列                              | |
| 青森県                                | 青森テレビ (ATV)   | NETテレビ系列 TBS系列                | 同局は本番組放送期間中、NETテレビ系列主体で報道（ニュース）以外の番組はTBS系列に傾斜していた。 奇しくも、毎日放送の系列変更と同時に、青森テレビもTBS系列フルネット局に移行した。 |
| 岩手県                                | 岩手放送 (IBC)     | TBS系列                              | 現・IBC岩手放送 |
| 宮城県                                | 東北放送 (TBC)     | TBS系列                              | |
| 福島県                                | 福島テレビ (FTV)   | TBS系列 フジテレビ系列               | 当番組が放送されていた当時の福島テレビは、JNN協定との関係上、FNSのみの加盟にとどまり、同局がFNNに加盟するのは、1983年4月1日からである。 |
| 山梨県                                | テレビ山梨 (UTY)   | TBS系列                              | |
| 新潟県                                | 新潟放送 (BSN)     | TBS系列                              | |
| 長野県                                | 信越放送 (SBC)     | TBS系列                              | [ 1 ] |
| 静岡県                                | 静岡放送 (SBS)     | TBS系列                              | |
| 石川県                                | 北陸放送 (MRO)     | TBS系列                              | |
| 中京広域圏                            | 中部日本放送 (CBC) | TBS系列                              | 現・CBCテレビ |
| 近畿広域圏 （実質的には徳島県を含む） | 朝日放送 (ABC)     | TBS系列                              | 現・朝日放送テレビ 朝日放送は1975年3月31日付けで、毎日放送とのネット交換という形で、NETテレビ系列フルネット局に移行した。 |
| 鳥取県・島根県                        | 山陰放送 (BSS)     | TBS系列                              | |
| 岡山県                                | 山陽放送 (RSK)     | TBS系列                              | 現・RSK山陽放送 当番組が放送されていた当時の免許エリアは岡山県のみ。 1983年3月31日まで香川県のみを放送対象地域としていた西日本放送（日本テレビ系列）などには番販されなかったものの、香川県でも朝日放送、山陽放送、中国放送（いずれも当時）のいずれかを受信できていれば、当番組を視聴できていた。 |
| 広島県                                | 中国放送 (RCC)     | TBS系列                              | |
| 山口県                                | テレビ山口 (TYS)   | TBS系列 フジテレビ系列 NETテレビ系列 | 同局のニュースネットワークは、一貫してJNNのみ。 |
| 高知県                                | テレビ高知 (KUTV)  | TBS系列                              | |
| 福岡県 （実質的には佐賀県を含む）     | RKB毎日放送 (RKB)  | TBS系列                              | |
| 長崎県                                | 長崎放送 (NBC)     | TBS系列                              | |
| 熊本県                                | 熊本放送 (RKK)     | TBS系列                              | |
| 大分県                                | 大分放送 (OBS)     | TBS系列                              | |
| 宮崎県                                | 宮崎放送 (MRT)     | TBS系列                              | |
| 鹿児島県                              | 南日本放送 (MBC)   | TBS系列                              | |
| 沖縄県                                | 琉球放送 (RBC)     | TBS系列                              | |